# Dickens Museum

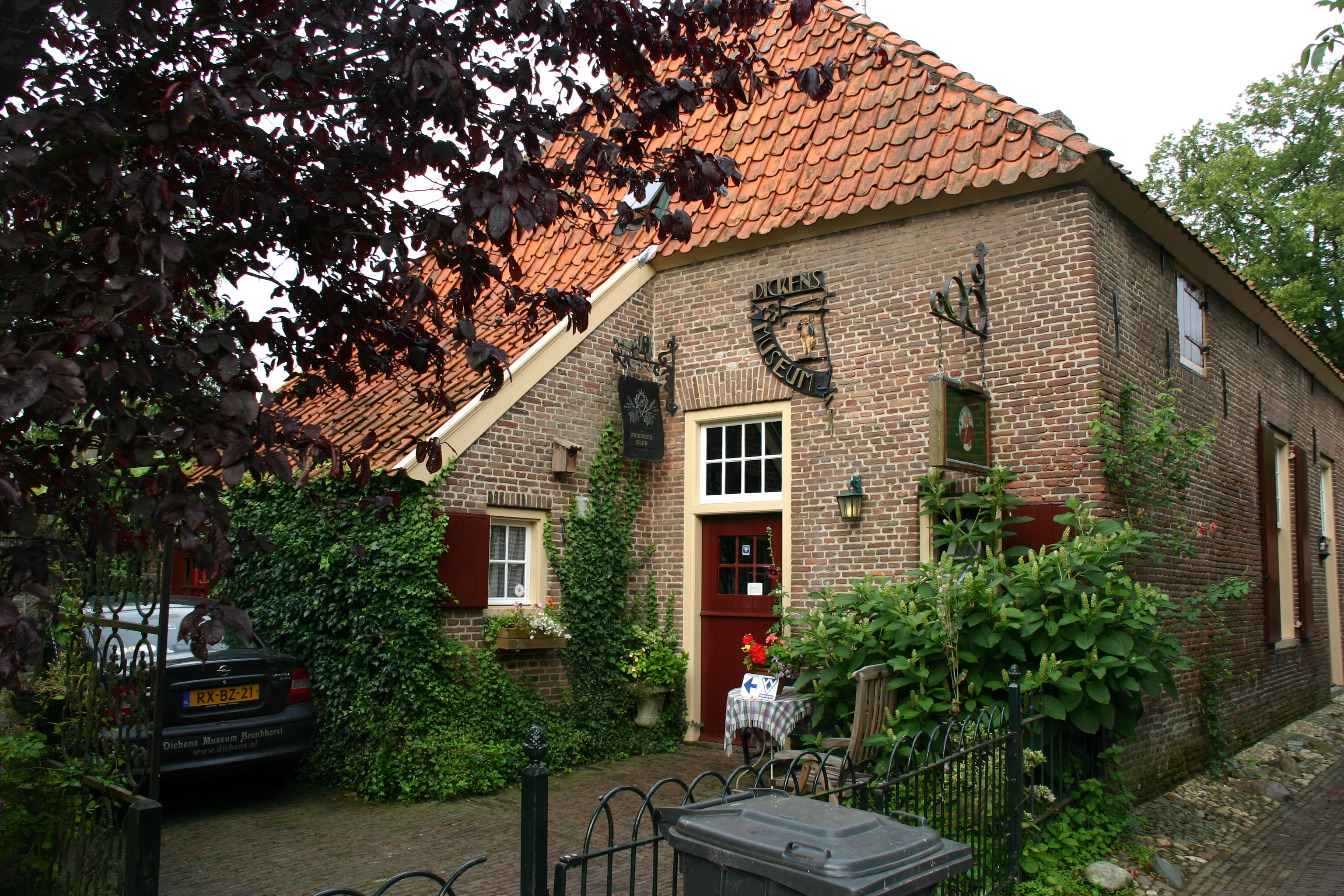
Dickens Museum

Het Dickens Museum was van 1987 tot 2017 een klein museum en rariteitenwinkel in de Gelderse stad Bronkhorst, Nederland. Het gaf een beeld van werk en leven van Charles Dickens. Ook beschikte het sinds 2004 over een theaterruimte.
In 2017 werd het museum gesloten, het pand en de verzameling werden verkocht. De verzameling bestond uit brieven, foto's, boekillustraties en porseleinen beeldjes. Er waren poppen op ware grootte van figuren uit Dickens' boeken. Deze poppen kwamen uit het grote Dickens Museum in Rochester dat zijn deuren moest sluiten. Het museum beschikte eveneens over een collectie boeken van en over Dickens. 
Vanaf maart 2023 is het grootste deel van de collectie ondergebracht in een nieuw Dickens Museum in het Gelderse Braamt.